# Prasonísi (ö i Grekland, Sydegeiska öarna, Kykladerna)
Prasonísi är en ö i Grekland.   Den ligger i prefekturen Kykladerna och regionen Sydegeiska öarna, i den sydöstra delen av landet, 150 km sydost om huvudstaden Aten.